# Ninas resa (bok)
Ninas resa - En överlevnadsberättelse, är en bok skriven av Lena Einhorn. Den är utgiven 2005 på Bokförlaget Prisma (ISBN 91-518-4445-1) och handlar om Lena Einhorns mor, Nina Einhorns (då Nina Rajmic) och hennes liv från andra hälften av 1930-talet och cirka tio år framåt. Nina Einhorn var en av mycket få överlevande från Warszawas getto, och boken beskriver mycket innehållsrikt Ninas liv före kriget, i gettot och som gömd efter flykten från gettot.
Lena Einhorn belönades med Augustpriset, klassen för facklitteratur, för boken år 2005.

## Handling
1940 stängdes judarna in i Warszawas getto. Några hade det bra, bland annat Nina och hennes familj. Det har hon att tacka sin bror Rudek för. Rudek hade väldigt många kontakter och det hjälpte dem en lång bit på vägen. De lyckades hålla sig undan från transporterna på alla möjliga sätt, och många gånger hade de en otrolig tur. Till slut fraktades judarna ut ur gettot med häst och vagn. Nina först. Några dagar senare fraktades hennes mor Fanja ut och Rudek följde med. Men sedan hände någonting oväntat. Ninas far blev borttransporterad och såg aldrig sin familj igen. Väl ute i Warszawa blev livet svårt. Nina bytte gömställe väldigt ofta. En gång när hon  skulle byta till ett gömställe längre bort kom en pojke och erbjöd henne att bo hemma hos honom. Och det gjorde hon. Som tur var hade hon tagit rätt beslut: Judarna i det andra gömstället, dit Nina var på väg, hade blivit skjutna. För Ninas mor och bror var situationen besvärligare. Till slut kunde Rudek ansluta sig till Ninas gömställe. Hennes mor gömde sig bakom en restaurang.
Befrielsen av Warszawa kom. Ninas 'familj' i gömstället gömde sig i källaren men sprang ut därifrån när huset tändes på. De fick då stränga order om att stå på ett rakt led.Detta kunde vara slutet för Rudek, Nina och den övriga 'familjen'. Men de klarade sig än en gång - genom att smita iväg till en ladugård. Efter det tillbringade de tre dagar vid ett majsfält tills tyskarna hade gett sig av. Sedan lämnade de det förstörda huset och flydde med andra polska och judiska flyktingar. Det var första gången på flera år som Nina inte behövde känna sig som en jagad jude. För nu var alla andra jagade också. 
Nina hade ingen aning om vart hennes mor hade tagit vägen. Hon sökte och sökte. 1984 fick hon reda på att hennes mor hade befunnit sig i en kyrka och att alla därinne hade dött, deras kroppar låg i en massgrav på kyrkans framsida.